# Ardit Deliu
Ardit Deliu (Durazzo, 26 ottobre 1997) è un calciatore albanese, centrocampista del Ballkani.

## Carriera

### Club
Il 17 luglio 2018 viene acquistato a titolo definitivo dalla squadra albanese del Laçi.

### Nazionale
Ha giocato nelle nazionali giovanili albanesi Under-17, Under-19 ed Under-21.
Nel 2022 ha esordito con la nazionale maggiore albanese.

## Statistiche

### Presenze e reti nei club
Statistiche aggiornate al 30 aprile 2022.
| Stagione        | Squadra           | Campionato      | Campionato | Campionato | Coppe nazionali | Coppe nazionali | Coppe nazionali | Coppe continentali | Coppe continentali | Coppe continentali | Altre coppe | Altre coppe | Altre coppe | Totale | Totale |
| Stagione        | Squadra           | Comp            | Pres       | Reti       | Comp            | Pres            | Reti            | Comp               | Pres               | Reti               | Comp        | Pres        | Reti        | Pres   | Reti   |
| --------------- | ----------------- | --------------- | ---------- | ---------- | --------------- | --------------- | --------------- | ------------------ | ------------------ | ------------------ | ----------- | ----------- | ----------- | ------ | ------ |
| 2014-2015       | Besa Kavajë       | KP              | 4          | 2          | CA              | 1               | 0               | -                  | -                  | -                  | -           | -           | -           | 5      | 2      |
| nov. 2016       | RNK Spalato       | 1. HNL          | 1          | 0          | CC              | -               | -               | -                  | -                  | -                  | -           | -           | -           | 1      | 0      |
| 2017-2018       | Hajduk Spalato II | 2. HNL          | 6          | 1          | -               | -               | -               | -                  | -                  | -                  | -           | -           | -           | 6      | 1      |
| 2018-2019       | Laçi              | KS              | 8          | 0          | CA              | 2               | 0               | -                  | -                  | -                  | -           | -           | -           | 10     | 0      |
| 2019-2020       | Laçi              | KS              | 35         | 1          | CA              | 2               | 0               | UEL                | 2                  | 0                  | -           | -           | -           | 39     | 1      |
| 2020-2021       | Laçi              | KS              | 33         | 1          | CA              | 4               | 0               | UEL                | 2                  | 0                  | -           | -           | -           | 39     | 1      |
| 2021-2022       | Laçi              | KS              | 26         | 2          | CA              | 6               | 1               | UECL               | 4                  | 1                  | -           | -           | -           | 36     | 4      |
| Totale Laçi     | Totale Laçi       | Totale Laçi     | 102        | 4          |                 | 14              | 1               |                    | 8                  | 1                  |             | -           | -           | 124    | 6      |
| Totale carriera | Totale carriera   | Totale carriera | 113        | 7          |                 | 15              | 1               |                    | 8                  | 1                  |             | -           | -           | 136    | 9      |

## Palmarès

### Club

#### Competizioni nazionali
- Supercoppa d'Albania: 1

Tirana: 2022